# Apogonia malangia
Apogonia malangia är en skalbaggsart som beskrevs av Moser 1913. Apogonia malangia ingår i släktet Apogonia och familjen Melolonthidae. Inga underarter finns listade i Catalogue of Life.